# 450년대
450년대는 450년부터 459년까지를 가리킨다.